# نشر نو
نشر نو ناشر ایرانی است که در زمینه های مختلف از جمله ادبیات، علوم تجربی، علوم انسانی، فلسفه و هنر فعال است. این انتشارات در سال ۱۳۶۰ توسط محمدرضا جعفری در تهران بنیان گذاشته شد.

## شکل‌گیری  نشر
نشر نو سال ۱۳۶۰ در سایهٔ توقیف اموال عبدالرحیم جعفری و مصادرهٔ نشر امیرکبیر فعالیتش را آغاز کرد. محمدرضا جعفری (متولد ۲۷ اسفند ۱۳۲۷ تهران) بنیان‌گذار نشرنو فرزند عبدالرحیم جعفری پیشتر در کنار پدر در سال‌های دههٔ پنجاه مدیر تولید نشر بود. کار نشر را از نشرامیرکبیر در سال‌های نوجوانی آغاز کرد. آن سال‌ها علاوه بر مدیر تولید به عنوان دستیار اجرایی و در دیگر مسئولیت‌ها نقش مؤثری در شکوفایی نشر امیرکبیر داشته است. او همچنین به‌عنوان مترجم در آن نشر آثاری را برای کودکان به فارسی برگردانده و منتشر شده‌است. فرهنگ فشرده نشر نو از دیگر آثار این مترجم و ناشر است.
پس از انقلاب  در سال ۱۳۶۰ با انتشار رمان زمین سوخته اثر احمد محمود فعالیت نشر نو آغاز شد. احمد محمود برای حمایت خانوادهٔ عبدالرحیم جعفری فعالیت انتشاراتی جدیدالتأسیس نشر نو، رمان زمین سوخته را به آن‌ها می‌سپارد و چاپ نخست آن در ده هزار نسخه منتشر شد و در یک روز به فروش رفت.

## سال‌های آغازین
محمدرضا جعفری که در فضای مصادره اموال خانوادگی  فعالیت را در نشر نو آغاز کرده بود. در سال‌های نخست فعالیت با محدودیت‌ها و فشارهایی برای پیش بردن کارهای نشرش روبه‌رو بود. محمدرضا جعفری از مصطفی تاج‌زاده و همچنین صباح زنگنه در دوران وزارت محمد خاتمی در ارشاد اسلامی به عنوان مدیرانی یاد کرده‌است که در فعالیت نشرنو سنگ‌اندازی می‌کردند. از اواخر دهه شصت تا سال ۱۳۷۹ نشرنو به دلیل عدم صدور مجوز پروانه نشر از فعالیت بازماند و ناگزیر کتاب‌هایش را با نام نشری دیگر با پرداخت درصدی از رقم پشت‌جلد کتاب به آن نشر چاپ می‌کرد.
تغییر نام
محمدرضا جعفری عنوان نشرنو را برای مؤسسه جدید انتشاراتی به دلیل «اختصار» و «روان» و با «مسما» بودن انتخاب کرد. در سال ۱۳۹۰ به دلیل اعمال فشارهای مجدد، پرونده‌سازی علیه نشر نو، ناگزیر بنیان‌گذار نشر بار دیگر، این‌بار به نام همسرش درخواست صدور مجوز نشر داد و در این فرایند فرهنگ نشر نو پدید آمد و نام نشر به این شکل تغییر کرد. نشر نو عمدتا در زمینهٔ ادبیات، فلسفه، سیاست، تاریخ، حقوق و روانشناسی فعالیت می‌کند. تاکنون ۳۰۰  عنوان کتاب در این زمینه‌ها منتشر کرده است.

## کتاب‌های نشر نو
نشر نو در چهل سال فعالیت آثار متعددی در حوزهٔ ادبیات و علوم انسانی را منتشر کرده است. در این بخش، برخی از آثار مهم‌تر فهرست می‌شود.
1. زمین سوخته نام رمانی از احمد محمود روایتی از جنگ ایران و عراق است که سال ۱۳۶۱ نخستین‌بار در نشرنو منتشر شد.
2. مرشد و مارگاریتا رمان میخائیل بولگاکف، که شناخته‌شده‌ترین کار او است.[۱۲][۱۳] به باور بسیاری، این اثر در شمار بزرگترین آثار ادبیات روسیه شوروی در سدهٔ بیستم است. نخستین‌بار فارسی این اثر سال ۱۳۶۸ به قلم عباس میلانی در نشر نو منتشر شد.
3. به دور از مردم شوریده  نام رمانی از توماس هاردی نویسندهٔ انگلیسی است. به فارسی ابراهیم یونسی در  نشر نو منتشر شده است.
4. بلندی‌های بادگیر  رمان امیلی برونته، نویسندهٔ انگلیسی  است. این اثر به ترجمهٔ علی‌اصغر بهرام‌بیگی در نشر نو چاپ شده است. مهدی سجودی مقدم، رضا رضایی، نوشین ابراهیمی و جهانپور ملکی  نیز ترجمه‌های دیگری از این اثر به فارسی به دست دادند.
5. ثریا در اغما رمان اسماعیل فصیح سال ۱۳۶۲ در نشر نو منتشر شد و در عرض یک سال به چاپ چهارم رسید.
6. زمستان ۶۲ رمان اسماعیل فصیح روایتی از جنگ ایران و عراق سال‌های دههٔ شصت در نشر نو منتشر شده است.
7. انسان خردمند:  تاریخ مختصر بشر نوشتهٔ یووال نوح هراری سال ۱۳۹۶  با ترجمهٔ نیک گرگین در نشر نو منتشر شد. این اثر با استقبال گستردهٔ مخاطب‌ها روبه‌رو شد و در فاصلهٔ زمان کوتاهی پس از پرفروش شدن توقیف و از بازار جمع‌آوری شد.[۱۴]
8. انسان خداگونه: تاریخ مختصر آینده دیگر اثر یووال نوح هراری که با ترجمهٔ نیک گرگین در نشر نو  منتشر شد؛ اما مانند دیگر آثار این نویسنده، در مدت کوتاهی توقیف شد.